# Smitten (álbum de The Martinis)
Smitten es un álbum debut de la banda estadounidense de rock alternativo The Martinis lanzado en 2004, a través de la discográfica Cooking Vinyl. A menudo es comparado con los trabajos de Pixies, siendo Joey Santiago miembro de ambas bandas. El álbum cuenta con la colaboración de Josh Freese, miembro de The Vandals y A Perfect Circle. La elaboración del disco tardó más de dos años.

## Lista de canciones
1. "Flyer" - 1:53
2. "Right Behind You" - 3:37
3. "You Are the One" - 3:20
4. "New Scene" - 3:43
5. "Out Upon the Road" - 3:17
6. "Wishful Thinking" - 2:47
7. "Walls of Silence" - 3:09
8. "Invisible" - 3:24
9. "Big Three Wheeler" - 2:30
10. "People in the World" - 3:02
11. "Into the Meadow" - 3:18
12. "Professor Avalanche" - 9.04

## Personal
The Martinis
- Linda Mallari – voz
- Joey Santiago – guitarra

Otros músicos
- Paul De Lisle – bajo
- Miiko Watanabe – bajo
- Josh Freese – batería, percusión
- Ben Mize – batería, percusión
- Dean Martin Hovey – campanas, silbatos
- Lisa Mallari Dussinger – coros

Producción
- Bradley Cook – productor, mezclas
- Blag Dahlia – productor, mezclas